# Dead Sara
Dead Sara — хард-рок-группа из Лос-Анджелеса. Одними из наиболее известных композиций группы в настоящее время является сингл «Weatherman», который был использован в качестве саундтрека к игре Need for Speed: Most Wanted 2012 года и кавер на песню группы Nirvana «Heart-Shaped Box», использованный в Infamous: Second Son.

## История
Эмили Армстронг и Сьюзи Мэдэил начинали свою музыкальную карьеру как гитаристы и авторы-исполнители. Армстронг начала играть в возрасте 12 лет, а Мэдэил — в 9 лет.
До участия в группе Dead Sara Эмили выступала сольно и играла в основном народную музыку, хотя и принимала участие в школьных музыкальных коллективах. Но она в основном только писала песни и играла на гитаре, а как певица сформировалась только к 15 годам, когда её голос был в состоянии исполнить чистый, ясный вибрато, а также использовать в песнях скрим.
Познакомились Армстронг и Мэдэил через общего друга — Дива Густафссон — в конце 2002 года. В 2003 году они начали писать песни совместно, и в 2004 их песня «Changes» была записана в студии. Свой первый концерт как группа они дали в марте 2005 года на The Mint в ночном клубе Лос-Анджелеса. Армстронг играла на бас-гитаре, Аарон Белкастро играл на ударных (он же участвовал при записи «Changes»).
Первоначальное название группы было «Epiphany», затем в середине 2005 года они сменили его на «Dead Sara», в качестве ссылки на песню Fleetwood Mac «Sara» и её текст, включающий в себя строку «Said Sara» (Сара сказала), которая иногда слышится «Dead Sara» (Мертвая Сара). Армстронг и Мэдэил часто упоминали Стиви Никс, певицу и автора песни «Sara», как исполнителя, оказавшего наибольшее влияние на них.
Примерно в это же время Мэдэил взяла себе псевдоним «Siouxsie», как дань одному из племен американских индейцев (сиу), из чьего рода был один из её прадедов, но не как отсылка к певице Siouxsie Sioux.
Их первый концертный тур состоялся в 2007 году, когда они выступали на разогреве у группы Endless Hallway. Первый их EP, состоящий из 6 треков, был выпущен в 2008 году на Viscount Records.
После многочисленных изменений в составе группе, в 2009 году они наконец выбрали барабанщика Sean Friday и бас-гитариста Chris Nul (оба раньше играли в группе Sonny Moore, более известную сейчас как Skrillex).
В 2009 году Эмили предложили исполнить бэк-вокал для альбома Кортни Лав «Nobody's Daughter», который был выпущен в 2010 году. А в 2011 году певице Грейс Слик был задан вопрос от журнала The Wall Street «Какой современной певицей вы восхищаетесь?», на что она ответила — Эмили Армстронг.

В апреле 2012 года группа выпустила свой дебютный одноимённый альбом на лейбле Pocket Kid Records, который также записывал Noah Shain (Atreyu, Skrillex). Альбом достиг 16-го места в чарте Billboard Heatseekers. Вскоре после этого их песня «Weatherman» была использована в рекламе «Fiat 500 Abarth Burning up the desert».
После проведения весеннего Chevelle и The Used группа провела летние гастроли Vans Warped Tour в США. В 2012 году на Sunset Strip Music Festival вместе с Робби Кригер и Рэй Манзарек из The Doors они исполнили песню Soul Kitchen. В начале осени 2012 года группа гастролировала с The Offspring и Neon Trees. В феврале 2013 года группа отправилась в турне с Muse.
Dead Sara дебютировала на телевидении Jimmy Kimmel Live! 7 июня 2012, спев их сингл «Weatherman» и «Sorry For It All».
26 августа 2012 года Dead Sara получила награду «Лучшая новая рок-группа» на 3-й ежегодной Vegas Rocks! Magazine Awards 2012. Они так же открыли шоу живым выступлением «Weatherman», которое транслировалось в прям эфире на AXS.tv. Они также были номинированы на премию RadioContraband Rock Radio Award, как «Indie Исполнитель 2012 года».
В 2012 году песня «Weatherman» была включена в саундтрек видео-игры Need for Speed: Most Wanted (2012). Также песня Toped LoudWire стала в десятку лучших рок-песен наряду с такими группами, как Three Days Grace, Stone Sour и Deftones.
В 2013 году два трека «Weatherman» и «Heart-Shaped Box» были использованы студией Sucker Punch Productions в качестве саундтрека для игры inFAMOUS Second Son.
31 марта 2015 года вышел второй студийный альбом «Pleasure to Meet You».
2 сентября 2016 года на JBTV Music Channel спели новые песни — «Alien» (Unamerican); «Heaven’s Got a Back Door». Которые официально вышли в 2018 году (3 и 4 мая)
4 мая 2018 года вышел клип на песню «Unamerican» (Alien)
7 июня 2018 года выход альбома Temporary Things Taking Up Space (EP) (6 песен включая «Unamerican» и «Heaven’s Got a Back Door»)
15 июля 2018 года песня «Heaven’s Got a Back Door» была включена в трансляцию WWE Extreme Rules (2018)
22 августа 2018 года вышел клип на песню «Anybody».

## Дискография
| Год  | Альбом                                | Место в чарте |
| Год  | Альбом                                | US Heat       |
| ---- | ------------------------------------- | ------------- |
| 2008 | The Airport Sessions (EP)             | -             |
| 2012 | Dead Sara                             | 16            |
| 2015 | Pleasure to Meet You                  |               |
| 2018 | Temporary Things Taking Up Space (EP) |               |
| 2021 | Ain't It Tragic                       |               |

## Сингл
| Год  | Песня                      | Место в чарте | Место в чарте | Альбом                           |
| Год  | Песня                      | US Alt        | US Main.      | Альбом                           |
| ---- | -------------------------- | ------------- | ------------- | -------------------------------- |
| 2011 | «Sorry For It All»         |               |               | Dead Sara                        |
| 2012 | «Weatherman»               | 35            | 26            | Dead Sara                        |
| 2012 | We Are What You Say        |               |               | Dead Sara                        |
| 2013 | «Lemon Scent»              |               |               | Dead Sara                        |
| 2014 | «Suicidal»                 |               |               | Pleasure to Meet You             |
| 2015 | «Mona Lisa»                |               |               | Pleasure to Meet You             |
| 2015 | «Something Good»           |               |               | Pleasure to Meet You             |
| 2018 | «Unamerican»               |               |               | Temporary Things Taking Up Space |
| 2018 | «Heaven’s Got a Back Door» |               |               | Temporary Things Taking Up Space |
| 2018 | «Anybody»                  |               |               | Temporary Things Taking Up Space |